# Harmatpont
A harmatpont a levegőnek az a hőmérséklete, amelyen az adott nedvességtartalmú levegő a páratartalomra nézve telítetté válik. A harmatpontnál – a  harmatpont-hőmérsékletnél – alacsonyabb környezeti hőmérsékletnél megindul a víztartalom kicsapódása, a kondenzáció.
A harmatpont lehet fagyáspont alatti hőmérséklet is.
A harmatpont az a hőmérséklet, melyre az adott légtömegnek le kell hűlnie, hogy a benne lévő vízgőz vízzé csapódjon ki. Amikor a harmatponti hőmérséklet a fagyáspont alá süllyed, ezt fagypontnak hívják, ekkor a vízgőz már nem képes többé harmatot létrehozni, helyette zúzmara vagy dér képződik.
Magasabb hőmérsékleten a vízgőz egyensúlyi résznyomása (parciális nyomása) növekszik, ezért több víz párolog el. A vízgőz viselkedését nem befolyásolja a levegő jelenléte. A harmat képződése mindig előfordul a harmatponton, még akkor is, ha a vízgőzön kívül más gáz nincs jelen. A harmatpont a vízgőz parciális nyomásának monoton függvénye, így az meghatározható pusztán a vízgőz parciális nyomásából és fordítva is.
Adott légnyomásnál – függetlenül a hőmérséklettől – a harmatpont megadja a levegőben levő vízgőz móltörtjét, vagy másképpen: meghatározza a levegő fajlagos páratartalmát. Ha a légnyomás úgy nő, hogy ez a móltört nem változik, a harmatpont szintén növekedni fog; míg ha a móltört csökkent, azaz a levegő szárazabbá válik, akkor a harmatpont vissza fog állni előző értékére. Ugyanígy, ha egy nyomásesés után a móltört nő, akkor a relatív páratartalom visszaemelkedik előző értékére. Emiatt, ha például New Yorkban és Denverben (utóbbi jóval magasabban fekszik) azonos a hőmérséklet és a harmatpont, akkor az egységnyi térfogatú levegőben levő vízgőz tömege azonos lesz a két városban, de Denverben a vízgőz móltörtje nagyobb lesz, mint New Yorkban.

## Fordítás
- Ez a szócikk részben vagy egészben  a   Dew point című angol Wikipédia-szócikk fordításán alapul.  Az eredeti cikk szerkesztőit annak laptörténete sorolja fel. Ez a jelzés csupán a megfogalmazás eredetét és a szerzői jogokat jelzi, nem szolgál a cikkben szereplő információk forrásmegjelöléseként.